# Szalony Kocioł

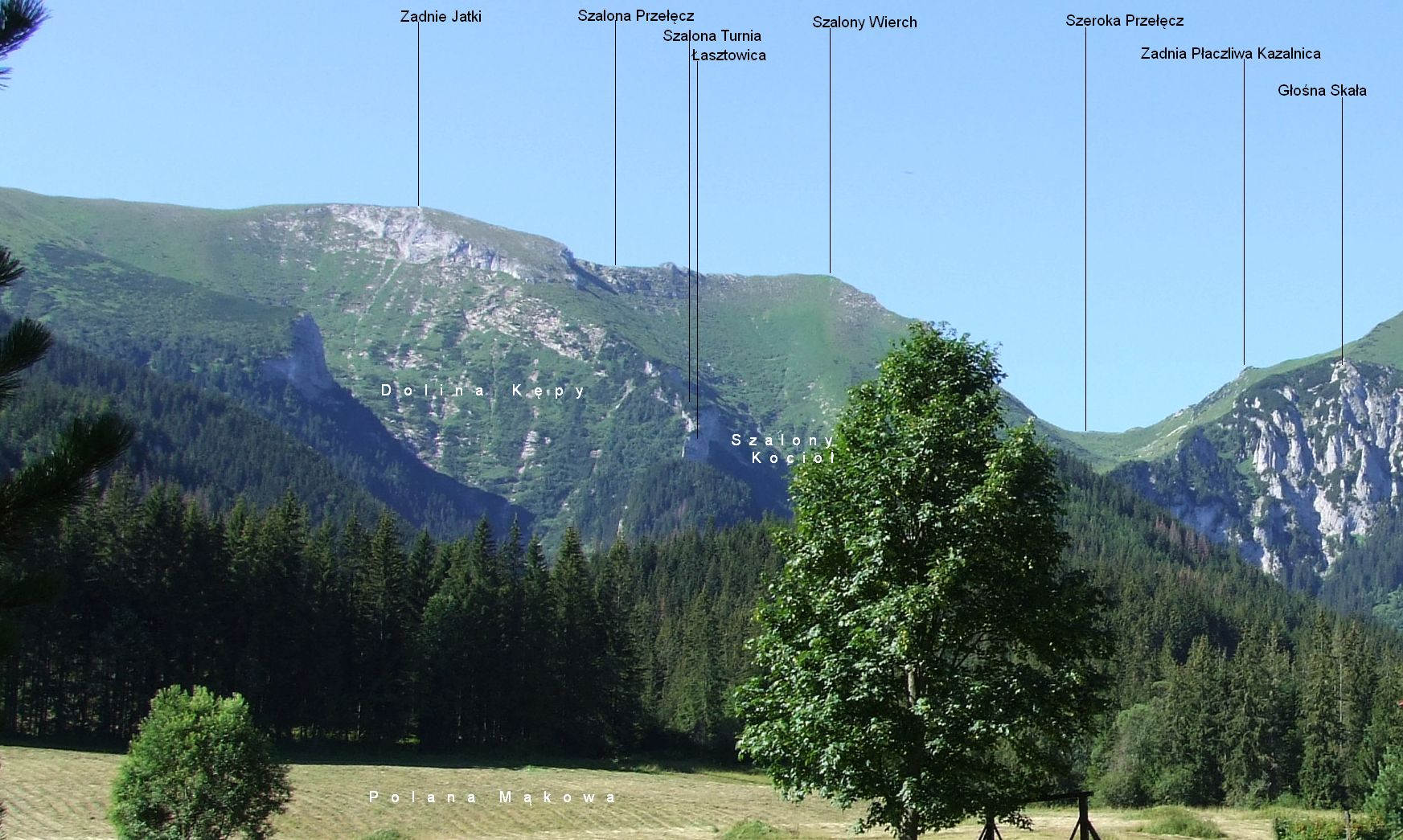
Widok z Mąkowej Polany

Szalony Kocioł – jedno z dwóch górnych pięter Doliny do Regli w słowackich Tatrach Bielskich. Od południa podchodzi pod główną grań Tatr Bielskich na odcinku od Szalonego Wierchu po zachodni wierzchołek Zadnich Jatek. Zachodnie jego ograniczenie tworzy opadający z Szalonego Szczytu grzbiet zwany Wielkim Szalonym Klinem, wschodnie północna grań Zadnich Jatek z Kozim Klinem, Szaloną Szczerbiną i Szaloną Turnią. 
Szalony Kocioł to kocioł lodowcowy będący pozostałością po największym z lodowców Tatr Bielskich. Badał je Joseph Partsch w 1923 i Adam Gadomski w 1929 r.. Obecnie Szalony Kocioł to wielka i bardzo stroma depresja o długości 1,3 km i różnicy wzniesień około 750 m. Najbardziej stroma jest jej dolna część – Szalone Spady. Ich środkiem spływa niewielki strumyk tworzący wodospad Szaloną Siklawę. Zimą tworzą się w nim lodospady o długości około 60 m. Powyżej Szalonej Siklawy teren jest ogołocony z gleby. Wyżej strome zbocze Szalonego Kotła jest trawiaste z licznymi gołymi skałami. 
Jedyne wygodne dojście do Szalonego Kotła prowadzi z Doliny Kępy przez Przechód za Łasztowicą. Znajduje się on jednak na obszarze ochrony ścisłej TANAP-u. Nie prowadzi do niego żaden szlak turystyczny i obowiązuje zakaz wstępu.